# Alvins fond
Alvins fond, eller Stiftelsen Gustaf Adolf och Anna Maria Alvins fond till främjande av Sveriges naturskydd, är en fond vars avkastning ska stödja det svenska naturskyddet, främst fågelskyddet.
Fonden förvaltas av Naturvårdsverket, i samråd med Sveriges Ornitologiska Förening och Naturskyddsföreningen.

## Verksamhet
Stiftelsen delar ut medel till projekt som stödjer svenskt naturskydd, främst fågelskydd.
Fondens förmögenhet var 2013 ungefär 49 miljoner kronor. På fem år ska minst 80 procent av fondens fria kapital användas genom att stödja projekt. Varje år ska tio procent av avkastningen läggas till fondens kapital.

## Historik
Fonden startades 1934 av makarna Anna Maria Alvin och Gustaf Adolf Alvin i syfte att befrämja det svenska naturskyddet. 1939 bestämdes att det främst var fågelskyddet som skulle prioriteras. Så länge någon av makarna var i livet skulle fondens avkastning tillfalla dessa. När Anna Maria Alvin avled 1968 blev det arvingen Sigvard Wallbeck-Hallgren som övertog avkastningen. Wallbeck-Hallgren avled 1995, och från och med 1996 överfördes förvaltningen av fonden till Naturvårdsverket.